# Municipio de Eureka (condado de Brookings)
El municipio de Eureka (en inglés: Eureka Township) es un municipio ubicado en el condado de Brookings en el estado estadounidense de Dakota del Sur. En el año 2010 tenía una población de 158 habitantes y una densidad poblacional de 1,68 personas por km².

## Geografía
El municipio de Eureka se encuentra ubicado en las coordenadas 44°30′1″N 96°49′38″O / 44.50028, -96.82722. Según la Oficina del Censo de los Estados Unidos, el municipio tiene una superficie total de 93.79 km², de la cual 93,79 km² corresponden a tierra firme y (0 %) 0 km² es agua.

## Demografía
Según el censo de 2010, había 158 personas residiendo en el municipio de Eureka. La densidad de población era de 1,68 hab./km². De los 158 habitantes, el municipio de Eureka estaba compuesto por el 100 % blancos. Del total de la población el 3,16 % eran hispanos o latinos de cualquier raza.